# خوارزمية متكيفة
الخوارزمية المُتكيفة أو الخورازمية التكيفية هي خوارزمية تغير سلوكها في وقت تشغيلها بناءً على المعلومات المتاحة وعلى آلية (أو معيار) مكافأة محددة مسبقًا. يمكن أن تكون هذه المعلومات قصة البيانات التي تُلُقِّيت مؤخرًا، أو معلومات حول الموارد الحسابية المتاحة، أو معلومات أُخَرَ حُصل عليها في وقت التشغيل (أو معروفة مسبقًا) تتعلق بالبيئة التي تعمل فيها.